# Экхольм, Каарло
Каарло (Каарле) Вяйнё «Калле» Экхольм (фин. Kaarlo Väinö «Kalle» Ekholm; 7 декабря 1884, Выборг — 13 мая 1946, Хельсинки) — финский гимнаст, серебряный призёр летних Олимпийских игр 1912 года в командном первенстве по произвольной системе.